# Championnat de Papouasie-Nouvelle-Guinée de football 2014
Navigation
Édition précédente Édition suivante
La saison 2014 du Championnat de Papouasie-Nouvelle-Guinée de football est la huitième édition de la National Soccer League, le championnat semi-professionnel de première division en Papouasie-Nouvelle-Guinée. 
Sept formations participent à la compétition, qui se déroule en deux phases :
- lors de la phase régulière, les équipes se rencontrent à deux reprises, à domicile et à l'extérieur.
- les quatre premiers à l'issue de la phase régulière disputent une phase finale, jouée sous forme de matchs à élimination directe pour déterminer le champion.

C'est le PRK Hekari South United, septuple tenant du titre, qui remporte à nouveau la compétition cette saison après avoir battu le Lae FC lors de la finale nationale. C'est le huitième titre de champion de Papouasie-Nouvelle-Guinée de l'histoire du club.

## Les clubs participants
- PRK Hekari South United
- Besta PNG United FC
- Gigira Laitepo Morobe FC
- Huawei Eastern Stars FC
- Admiralty Palaiau FC
- Lae FC
- Oro FC

## Compétition
Le classement est établi sur le barème de points suivant : victoire à 3 points, match nul à 1, défaite à 0.

### Phase régulière
| Rang | Équipe                   | Pts | J  | G | N | P | Bp | Bc | Diff |  | Résultats (▼ dom., ► ext.) | Hek | Oro | Lae | Gig | Adm | Bes | Eas |
| ---- | ------------------------ | --- | -- | - | - | - | -- | -- | ---- |  | -------------------------- | --- | --- | --- | --- | --- | --- | --- |
| 1    | PRK Hekari South UnitedT | 30  | 12 | 9 | 3 | 0 | 39 | 7  | +32  |  | PRK Hekari South UnitedT   |     | 5-0 | 0-0 | 2-2 | 5-0 | 4-1 | 1-1 |
| 2    | Oro FC                   | 20  | 12 | 6 | 2 | 4 | 15 | 18 | -3   |  | Oro FC                     | 0-3 |     | 0-1 | 1-0 | 1-1 | 3-1 | 3-2 |
| 3    | Lae FC                   | 19  | 11 | 6 | 1 | 4 | 18 | 17 | +1   |  | Lae FC                     | 1-3 | 3-1 |     | 0-4 | 3-2 | 2-1 | 4-0 |
| 4    | Gigira Laitepo Morobe FC | 17  | 12 | 4 | 5 | 3 | 22 | 16 | +6   |  | Gigira Laitepo Morobe FC   | 1-3 | 0-2 | 4-0 |     | 1-1 | 2-1 | 2-2 |
| 5    | Admiralty Palaiau FC     | 10  | 11 | 2 | 4 | 5 | 15 | 24 | -9   |  | Admiralty Palaiau FC       | 0-6 | 1-2 | 1-0 | 2-2 |     | 3-1 | 3-0 |
| 6    | Besta PNG United FC      | 10  | 12 | 3 | 1 | 8 | 14 | 24 | -10  |  | Besta PNG United FC        | 1-3 | 0-0 | 0-3 | 0-2 | 2-1 |     | 4-0 |
| 7    | Huawei Eastern Stars FC  | 7   | 12 | 1 | 4 | 7 | 12 | 29 | -17  |  | Huawei Eastern Stars FC    | 0-4 | 1-2 | 2-1 | 2-2 | 1-1 | 1-2 |     |

|  | Qualification pour la phase finale et la Ligue des champions de l'OFC 2014-2015 (Premier de la phase régulière) |
|  | Qualification pour la phase finale                                                                              |
|  | T : Tenant du titre                                                                                             |

### Phase finale
- Toutes les rencontres sont disputées au Sir Ignatus Kilage Stadium de Lae.

|  | Demi-finales                | Demi-finales             | Demi-finales | Demi-finales |                               |                         | Finale      | Finale      | Finale      | Finale      |
|  |                             |                          |              |              |                               |                         |             |             |             |             |
|  | 17 mai 2014                 | 17 mai 2014              | 17 mai 2014  | 17 mai 2014  |                               |                         | 24 mai 2014 | 24 mai 2014 | 24 mai 2014 | 24 mai 2014 |
|  | PRK Hekari South United     | PRK Hekari South United  | 2            | 2            |                               |                         | 24 mai 2014 | 24 mai 2014 | 24 mai 2014 | 24 mai 2014 |
|  | PRK Hekari South United     | PRK Hekari South United  | 2            | 2            |                               |                         | 24 mai 2014 | 24 mai 2014 | 24 mai 2014 | 24 mai 2014 |
|  | Gigira Laitepo Morobe FC    | Gigira Laitepo Morobe FC | 0            | 0            |                               |                         | 24 mai 2014 | 24 mai 2014 | 24 mai 2014 | 24 mai 2014 |
|  | Gigira Laitepo Morobe FC    | Gigira Laitepo Morobe FC | 0            | 0            | PRK Hekari South United       | PRK Hekari South United | 3           | 3           |             |             |
|  | 17 mai 2014                 |                          |              |              | PRK Hekari South United       | PRK Hekari South United | 3           | 3           |             |             |
|  |                             |                          | Lae FC       | Lae FC       | 0                             | 0                       |             |             |             |             |
|  | Oro FC                      | Oro FC                   | Lae FC       | Lae FC       | 0                             | 0                       | 2           | 2           |             |             |
|  | Oro FC                      | Oro FC                   |              |              |                               |                         |             | 2           |             |             |
|  | Lae FC                      | Lae FC                   | 3            | 3            |                               |                         |             |             |             |             |
|  | Lae FC                      | Lae FC                   | 3            | 3            | Match pour la troisième place |                         |             |             |             |             |
|  |                             |                          |              |              |                               |                         |             |             |             |             |
|  | 24 mai 2014                 |                          |              |              |                               |                         |             |             |             |             |
|  | Gigira Laitepo Morobe FC ap |                          |              |              |                               |                         |             |             |             |             |
|  |                             |                          |              |              |                               |                         |             |             |             |             |
|  | Oro FC                      |                          |              |              |                               |                         |             |             |             |             |
|  |                             |                          |              |              |                               |                         |             |             |             |             |

- La finale entre Hekari et Lae est arrêtée à la 70e minute à la suite d'affrontements dans le public, alors que Hekari mène 3-0.Le résultat est définitivement entériné. Le score du match pour la 3e place n'est pas connu.

## Bilan de la saison
| Championnat de Papouasie-Nouvelle-Guinée de football 2014 |                                    |
| Champion                                                  | PRK Hekari South United (8e titre) |
| Coupes et trophées                                        |                                    |
| Vainqueur de la Coupe de Papouasie-Nouvelle-Guinée 2014   | Non disputée                       |
| Qualifications continentales                              |                                    |
| Ligue des champions de l'OFC 2014-2015                    | PRK Hekari South United            |
| Promotions et relégations                                 |                                    |
| Promus en National Soccer League                          | Aucun                              |
| Relégués                                                  | Aucun                              |